# Ramzi Abdenouz
Ramzi Abdenouz (* 23. Mai 1993) ist ein algerischer Mittelstreckenläufer, der sich auf den 800-Meter-Lauf spezialisiert hat.

## Sportliche Laufbahn
Erste Erfahrungen bei internationalen Meisterschaften sammelte Ramzi Abdenouz im Jahr 2017, als er bei der Sommer-Universiade in Taipeh mit 1:49,94 min im Halbfinale über 800 Meter ausschied und mit der algerischen 4-mal-400-Meter-Staffel mit 3:09,84 min den Finaleinzug verpasste. 2022 startete er bei den Afrikameisterschaften in Port Louis und belegte dort in 1:47,33 min den achten Platz.

## Persönliche Bestzeiten
- 800 Meter: 1:44,98 min, 26. Mai 2022 in Toulouse
  - 800 Meter (Halle): 1:47,71 min, 6. Februar 2022 in Aubière
- 1500 Meter: 3:42,71 min, 19. Juni 2022 in Thonon-les-Bains